# Motor pas a pas

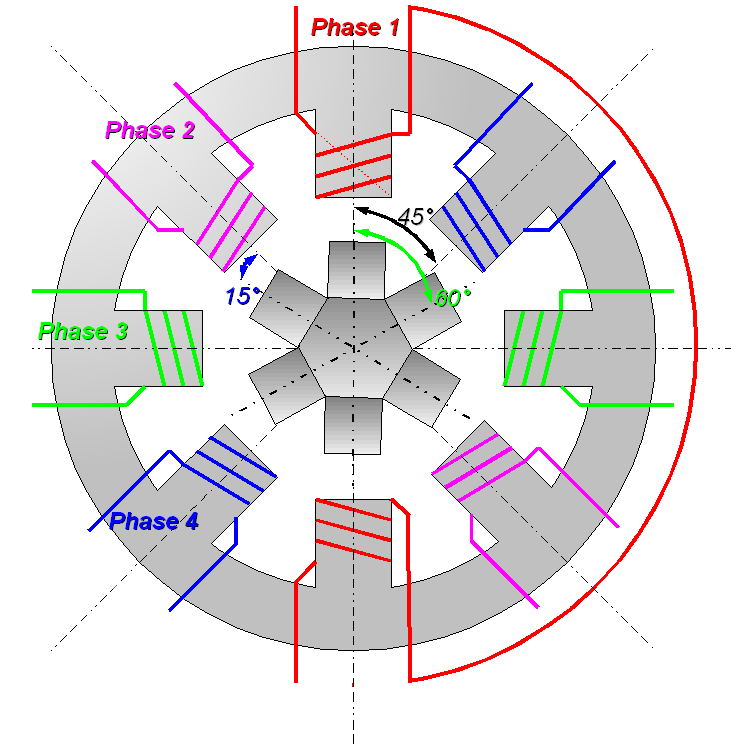
Esquema d'un motor pas a pas de tipus MRV

Un motor pas a pas és un motor elèctric sincrònic sense escombretes, que pot dividir una rotació sencera en un gran nombre de passos, per exemple, 200 passos. Així el motor es pot fer girar un angle precís.

## Aplicacions
Els motors pas a pas controlats per ordinadors, petits computadors o microcontroladors, com serien les plaques arduino amb ajut de drivers, són una de les formes més versàtils dels sistemes de posicionament, especialment quan són controlats digitalment com a part d'un servosistema. Els motors pas a pas s'utilitzen en disqueteres, escàners, impressores, traçadors i molts altres mecanismes, n'és comú l'ús degut al baix cost en comparació en altres sistemes com serien motors amb sistemes de posicionament. Els discs durs ja no utilitzen motors pas a pas per als capçals de lectura/escriptura, en canvi utilitzen una bobina mòbil i realimentació servo per al posicionament.
Els motors pas a pas també es poden utilitzar per al posicionament dels estats de vàlvules pilot, per a sistemes de control de fluids.

## Funcionament
El seu funcionament es basa amb polsos molt intensos per crear un o diversos camps magnètics en un o diversos llocs, d'aquesta manera es pot situar en un lloc precís.